# Mîkolaiivka, Bratske
Mîkolaiivka (în ucraineană Миколаївка) este localitatea de reședință a comunei Mîkolaiivka din raionul Bratske, regiunea Mîkolaiiv, Ucraina.

## Demografie
Componența lingvistică a localității Mîkolaiivka
     Ucraineană (93,36%)
     Română (3,62%)
     Rusă (2,21%)
Conform recensământului din 2001, majoritatea populației localității Mîkolaiivka era vorbitoare de ucraineană (93,36%), existând în minoritate și vorbitori de română (3,62%) și rusă (2,21%).